# جاده زندگی

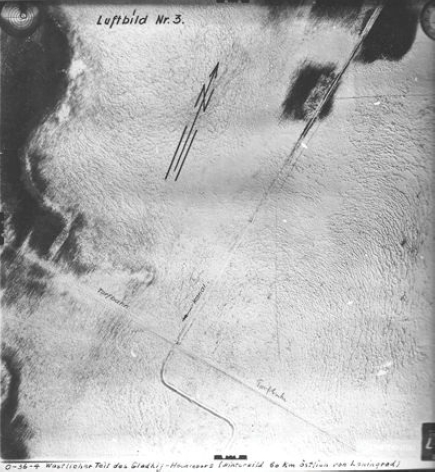
عکس شناسایی هوایی لوفت‌وافه از بخشی از جاده یخی، ۶۰ کیلومتری شرق لنینگراد.

جاده زندگی (روسی: Доро́га жи́зни) مجموعه‌ای از مسیرهای حمل و نقل جاده یخی بود که از دریاچه لادگا به لنینگراد در طول جنگ جهانی دوم عبور می‌کردند. این مسیرها تنها راه‌های زمینی شوروی به داخل شهر بودند، در حالی که شهر تحت محاصره لنینگراد توسط گروه ارتش شمال آلمان به فرماندهی فیلد مارشال ویلهلم ریتر فون لیب بود.
این مسیرها در زمستان‌های ۱۹۴۱–۱۹۴۲ و ۱۹۴۲–۱۹۴۳ فعال بودند. ساخت و بهره‌برداری آنها تحت آتش توپخانه و بمباران هوایی آلمان انجام شد. در ژانویه ۱۹۴۳، عملیات اسکرا شوروی محاصره را شکست و از جاده‌های یخی به همراه مسیرهای زمینی برای بقیه زمستان استفاده شد.
این مسیرها مواد ضروری برای حفظ زندگی و مقاومت در داخل محاصره لنینگراد را حمل کرده و افراد غیرنظامی، زخمی‌ها و تجهیزات صنعتی را تخلیه می‌کردند. بیش از ۱٫۳ میلیون نفر، عمدتاً زنان و کودکان، در طول محاصره از طریق این جاده‌ها تخلیه شدند.
جاده زندگی اکنون به عنوان یک سایت میراث جهانی شناخته می‌شود.